# Bhogadi
Bhogadi é uma vila no distrito de Mysore, no estado indiano de Karnataka.

## Demografia
Segundo o censo de 2001, Bhogadi tinha uma população de 4813 habitantes. Os indivíduos do sexo masculino constituem 53% da população e os do sexo feminino 47%. Bhogadi tem uma taxa de literacia de 64%, superior à média nacional de 59,5%; a literacia no sexo masculino é de 70% e no sexo feminino é de 57%. 11% da população está abaixo dos 6 anos de idade.